# 岑毅
岑毅，元朝镇安州（治今广西壮族自治区那坡县）镇抚。
至元十八年（1281年），举兵反元，与特磨道农士贵写信道：“设立有达达军马来起差税，我和你都是一家之人，围里战杀，实不愿作大元百姓。”于是放兵攻打劫杀，杀顺安州（今广西壮族自治区大新县西北下雷）李显祖。官军讨伐，岑毅出降。